# The Story of Adidon
«The Story of Adidon» es una canción diss track del Rapero Norteamericano Pusha T dirigida al Rapero Canadiense Drake, lanzada el 29 de mayo de 2018. Reutiliza el instrumental de «The Story of O.J.» de Jay-Z, que fue producido por No I.D. y sampleó «Four Women» de Nina Simone. La diss track recibió una importante atención de los medios y es conocida por revelar la paternidad de Drake.

## Antecedentes
El 25 de mayo de 2018, Pusha T lanzó su tercer álbum de estudio, Daytona. La última pista del álbum, «Infrared», contenía supuestas referencias a Drake y a la escritura fantasma. Drake respondió lanzando la canción «Duppy Freestyle» unas horas más tarde. La canción atrajo una importante atención de los medios. Pusha T respondió por primera vez ese día en Twitter. «The Story of Adidon» se estrenó cuatro días después.

## Sinopsis
En la diss track, Pusha T rapea sobre el instrumental de la canción de Jay-Z de 2017 «The Story of O.J.» de su decimotercer álbum de estudio 4:44, que a su vez incluye muestras de la canción «Four Women» de Nina Simone. Pusha T reveló que Drake tuvo un hijo llamado Adonis con la ex-estrella porno francesa Sophie Brussaux. Pusha T también ataca las supuestas inseguridades de Drake con respecto a su raza y se burla del productor de OVO Sound, 40, por verse frágil debido a su esclerosis múltiple. La canción se tituló «The Story of Adidon» después de la rumoreada próxima línea Adidas de Drake, que habría revelado públicamente al hijo de Drake, Adonis, quien habría sido utilizado fuertemente en promoción y publicidad. «Adidon» es un acrónimo de Adidas y Adonis.
Después de un mes de especulaciones, Drake confirmó que tuvo un hijo con Brussaux en la letra de su quinto álbum Scorpion. Al final no respondió a la diss track.

## Portada
La portada presenta una fotografía de 2007 de Drake en blackface tomada por David Leyes. Drake comentó sobre la portada, diciendo que «la foto representa cómo los afroestadounidenses alguna vez fueron retratados erróneamente en el entretenimiento» y cómo estas frustraciones no han cambiado desde entonces.

## Recepción de la crítica
La canción recibió elogios de la crítica a pesar de su controversia: algunos la elogiaron como una diss track por ser viciosa y dura, y la señalaron como una victoria de Pusha T en la disputa, mientras que otros dijeron que fue demasiado lejos. Pitchfork consideró «The Story of Adidon» como Mejor Pista Nueva esa semana y la incluyó como la 31.ª mejor canción de 2018.
«The Story of Adidon» fue nombrada canción del año por Noisey. Complex lo incluyó en quinto lugar en su lista de canciones del año, y elogió el primer verso como el mejor verso de rap de 2018. El Tampa Bay Times clasificó «The Story of Adidon» en el número 10 de su lista de las «50 mejores canciones de 2018», mientras que Pitchfork la describió como «a la vez un movimiento de ajedrez tridimensional y un puñetazo cruel». Doreen St. Felix de The New Yorker escribió que «es como un psiquiatra de una película de terror, que excava a un paciente sólo para utilizar patologías profundas en su contra».